# Hôtellerie à La Réunion

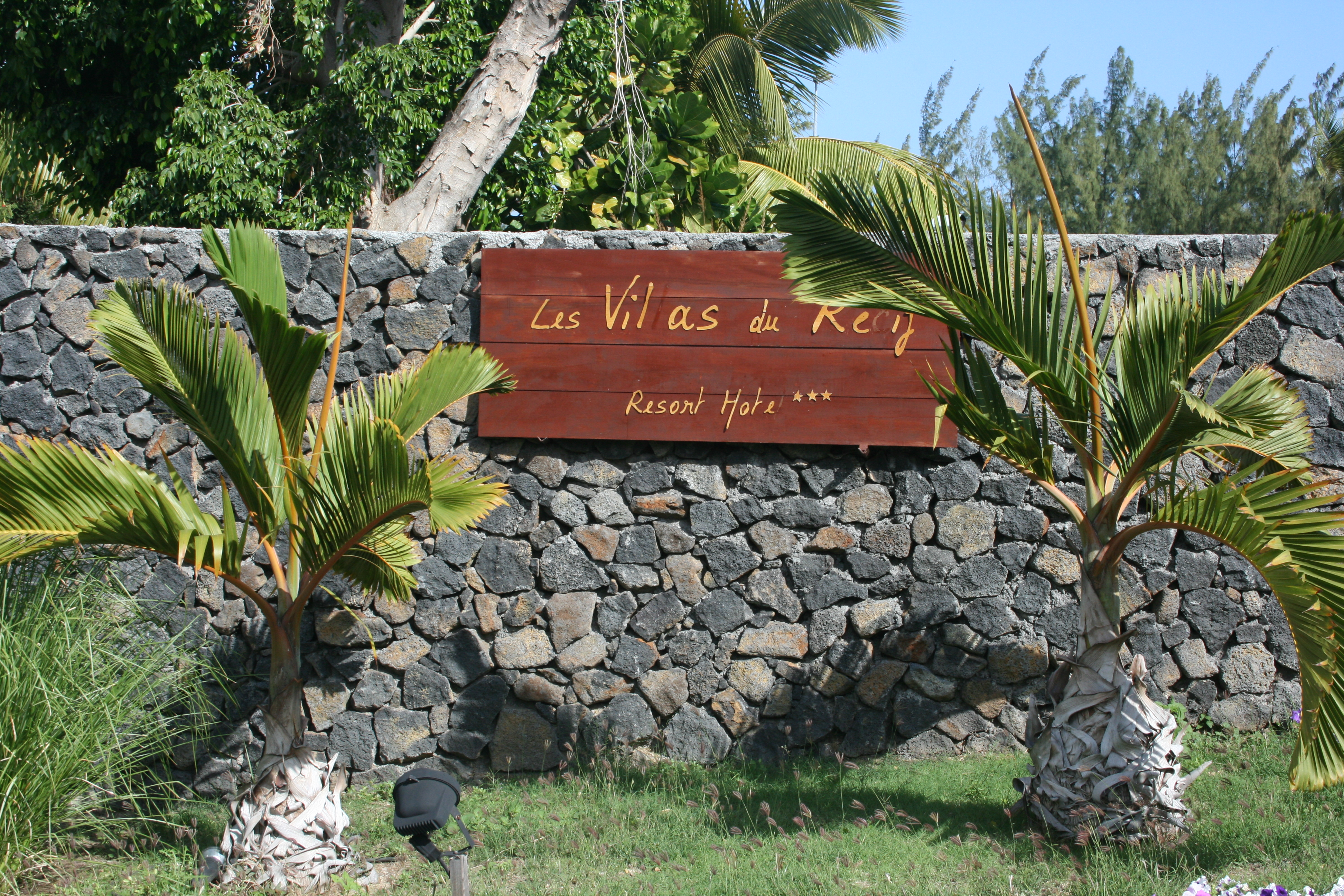
Un panneau à l'entrée des Villas du Lagon, un hôtel de Saint-Gilles les Bains appartenant au groupe hôtelier mauricien Naïade Resorts.

L'hôtellerie est parfois considérée comme un frein au développement du tourisme sur l'île de La Réunion. Le territoire ne dispose que de peu de chambres de gamme supérieure répondant aux standards internationaux fixés par les plus grands établissements, et que l'hôtellerie mauricienne a quant à elle adoptés depuis longtemps.

## Histoire
Selon le Tableau économique régional de La Réunion publié par l'Institut national de la statistique et des études économiques en 2007, La Réunion disposait au début de cette même année de 57 hôtels classés de zéro à quatre étoiles offrant un total de 2 259 chambres.

## Actuellement
Cinq établissements sont depuis lors devenus des cinq étoiles, le Lux* Réunion, le Palm Hotel & Spa, le Blue Margouillat, l'Akoya Hôtel & Spa et l'Hôtel Diana Dea Lodge de Sainte-Anne.
Les quatre étoiles de l'île sont :
- l'Hôtel Bellepierre de Saint-Denis,
- le Boucan Canot de Saint-Paul,
- Le Saint-Alexis de Saint-Paul,
- le Dimitile de l'Entre-Deux
- le Tsilaosa à Cilaos,
- le Villa Delisle à Saint-Pierre,
- le Cilaos à Cilaos.
- L'hotel Radisson de Saint Denis,